# Tom Holland (auteur)

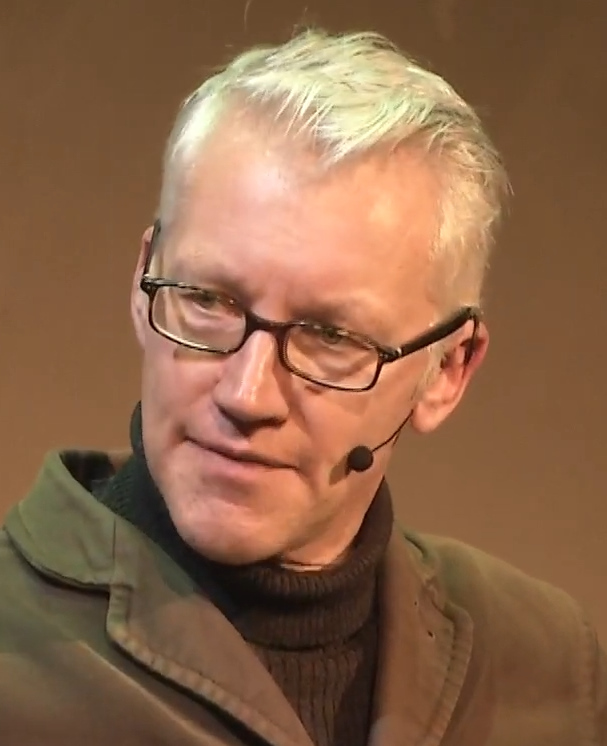
Tom Holland in 2020

Tom Holland (1968) is een Engels schrijver van zowel fictie als non-fictie. Hij beschrijft zeer uiteenlopende onderwerpen, variërend van horror tot geschiedenis.

## Carrière
Holland is geboren vlak bij Oxford en is grootgebracht te Salisbury. Hij studeerde vergelijkende literatuurwetenschap.
Holland behaalde met onderscheiding een diploma bij het Queens' College van de Universiteit van Cambridge. Daarna studeerde hij om een doctoraat te behalen aan de Universiteit van Oxford met als onderwerp Lord Byron, maar hij onderbrak zijn studies en verhuisde naar Londen.
Hij heeft teksten van Homerus, Herodotus en Vergilius bewerkt voor BBC Radio 4. Zijn romans, inclusief Attis en Deliver Us from Evil, hebben een bovennatuurlijk en horrorelement dat de leidraad is van het verhaal.
Tom Holland is de auteur van de historische boeken Rubicon, Persian Fire (in het Nederlands verschenen onder de titel Perzisch Vuur), Millennium (in het Nederlands verschenen onder de titel De gang naar Canossa) en Het Vierde Beest.
In 2019 verscheen zijn magnum opus Dominion, The making of the western mind, in 2020 in het Nederlands verschenen als Heerschappij: Hoe het christendom het Westen vormde.

### Series
- The Vampyre: Being the True Pilgrimage of George Gordon, Sixth Lord Byron (1995, in de VS uitgegeven als Lord of the Dead)
- Supping with Panthers (1996, in de VS uitgegeven als Slave of My Thirst)

### Romans
- Attis (1995), ISBN 0-7490-0213-1
- The Vampyre: Being the True Pilgrimage of George Gordon, Sixth Lord Byron (1995)
- Deliver Us from Evil (1997)
- The Sleeper in the Sands (1998)
- The Bonehunter (2001)

### Korte fictieve verhalen
- The Poison in the Blood (2006)

### Non-fictie
- Rubicon. The Triumph and Tragedy of the Roman Republic (2003)
  - Nederlandse vertaling: Rubicon. Het einde van de Romeinse Republiek, Amsterdam: Athenaeum-Polak & Van Gennep 2006
- Persian Fire: The First World Empire and the Battle for the West (2005)
  - Nederlandse vertaling: Perzisch vuur. De eerste supermacht en de strijd om het Westen, Amsterdam: Athenaeum-Polak & Van Gennep 2007
- Millennium: The End of the World and the Forging of Christendom (2008)
  - Nederlandse vertaling: De gang naar Canossa : De westerse revolutie in de elfde eeuw, Amsterdam: Athenaeum-Polak & Van Gennep, 2009
- The Persian Way of War, essay in Lapham's Quarterly, 2008
- In The Shadow of the Sword: The Battle for Global Empire and The End of The Ancient World (2012)
  - Nederlandse vertaling: Het vierde beest. God, de strijd om de wereldmacht en het einde van de oudheid, Amsterdam: Athenaeum-Polak & Van Gennep, 2012
- Dynasty. The Rise and Fall of the House of Caesar, New York: Random House, 2015, ISBN 978-0-385-53784-1.
  - Nederlandse vertaling: Dynastie. De opkomst en ondergang van het huis van Julius Caesar, Amsterdam: Athenaeum-Polak & Van Gennep, 2015.
- Dominion: The Making of the Western Mind, ISBN 978-1408706954, Little, Brown, 2019
  - Nederlandse vertaling: Heerschappij: Hoe het christendom het Westen vormde, Amsterdam: Athenaeum-Polak & Van Gennep, 2020

## Voetnoten
- Bibsys: 4042822
- Biblioteca Nacional de España: XX1607101
- Bibliothèque nationale de France: cb13503008x (data)
- Catàleg d'autoritats de noms i títols de Catalunya: 981058517721106706
- CiNii: DA12451958
- Gemeinsame Normdatei: 121205142
- International Standard Name Identifier: 0000 0001 1773 5394
- Library of Congress Control Number: nb2004033017
- Nationale Bibliotheek van Letland: 000343525
- Bibliotheek van het Japanse parlement: 00656262
- Nationale Bibliotheek van Tsjechië: mzk2002157017
- Nationale Bibliotheek van Israël: 987007522510505171
- Nationale Bibliotheek van Polen: a0000001079047
- Nationale en Universitaire bibliotheek Zagreb: 000668506
- Nederlandse Thesaurus van Auteursnamen: 073205923
- Réseau des bibliothèques de Suisse occidentale: 02-A003379458
- Istituto Centrale per il Catalogo Unico: CFIV333617
- Système universitaire de documentation: 084671963
- Trove: 961696
- Virtual International Authority File: 87342478
- WorldCat: E39PBJwHkGPwXvmQWvJ8myjDMP